# Matrimonio in pericolo
Matrimonio in pericolo (Ihr letztes Liebesabenteuer) è un film muto del 1927 diretto da Max Reichmann.

## Produzione
Il film fu prodotto dalla Arthur Ziehm, Internationale Film Exchange (Berlin). Venne girato dall'aprile al giugno del 1927.

## Distribuzione
Distribuito dalla Arthur Ziehm, uscì nelle sale cinematografiche nel 1927. Fu proiettato in prima a Berlino l'11 agosto 1927. L'anno seguente, fu distribuito in Italia e in Portogallo, dove uscì il 5 novembre con il titolo A Tia de Mónaco.